# Brittany Benn
Brittany "Britt" Benn, född 23 april 1989, är en kanadensisk rugbyspelare.
Benn var med och tog silver vid VM i rugby 2014 med Kanadas landslag. Hon var också en del av Kanadas lag som tog guld i sjumannarugby vid Panamerikanska spelen 2015 i Toronto.
Benn tävlade för Kanada vid olympiska sommarspelen 2016 i Rio de Janeiro. Hon var en del av Kanadas lag som tog brons i sjumannarugby.